# Nested Sets
Der Begriff Nested Sets (verschachtelte Mengen) bezeichnet ein Modell zur Abbildung eines Baumes  mit Hilfe von Mengen, die ineinander verschachtelt sind. Dabei wird die "ist-Kind-von"-Beziehung auf eine "ist-Teilmenge-von"-Beziehung abgebildet. Das Modell wurde ursprünglich im Buch SQL for Smarties von Joe Celko vorgestellt. Es wird hauptsächlich im Rahmen von Datenbankanwendungen eingesetzt. Diese Technik ist auch unter dem Namen Modified Preorder Tree Traversal (MPTT) bekannt. Mit Hilfe von Nested Sets erkauft man sich die Möglichkeit, Teilbäume oder den Pfad zur Wurzel mit konstantem Aufwand auslesen zu können zum Preis, beim Ändern des Baumes mit komplexeren Operationen arbeiten zu müssen.

## Klassische Baumstruktur
Der klassische Ansatz zur Implementierung einer Baumstruktur in einer Datenbank ist das Adjazenzlisten-Modell. Hierbei wird zu jedem Knoten eine Referenz auf dessen Elternknoten abgelegt. Die Wurzel hat dabei keinen Verweis zu einem Elternknoten (das Feld ist mit NULL belegt); ein Blatt ist ein Knoten, zu dem kein anderer Knoten verweist.

## Baumstruktur als verschachtelte Mengen
Beim Nested-Sets-Modell wird die Baumstruktur in ineinander verschachtelte Mengen transformiert. Jeder Knoten entspricht einer Teilmenge; jede Teilmenge ist eine Teilmenge aller ihrer Eltern-Mengen. In einer Datenbank können diese verschachtelten Mengen repräsentiert werden, indem für jede Teilmenge zwei Werte bestimmt werden, die die Grenzen dieser Teilmenge bestimmen. Diese Werte werden oft mit links und rechts bezeichnet. Der Wert links ist immer kleiner als rechts. Beide Werte einer Teilmenge sind größer als der Wert links ihrer Elternmenge und kleiner als deren Wert rechts. Die folgende Grafik zeigt einen Baum, der in verschachtelte Mengen transformiert wurde. Die grünen Zahlen an den Rändern einer Menge sind die oben beschriebenen Werte links an der linken Kante und rechts an der rechten Kante.

## Operationen

### Knoten einfügen
Die Teilmenge für den ersten Knoten erhält die Werte 1 für links und 2 für rechts. Wird eine weitere Teilmenge für einen neuen Knoten unterhalb eines bestehenden Knotens eingefügt, wird rechts für die frischgebackene Elternmenge um 2 erhöht. Damit dies möglich ist, muss vorher im gesamten Baum jeder Wert links oder rechts, der größer als der ursprüngliche Wert rechts der neuen Elternmenge ist, ebenfalls um 2 erhöht werden. Die Werte rechts minus 2 und rechts minus 1 der Elternmenge werden dann der neu eingefügten Teilmenge als links und rechts zugeordnet. Zu beachten ist hierbei, dass, anders als beim herkömmlichen Adjazenzlisten-Modell, die Reihenfolge der Kinder eines Knotens erhalten bleibt. Die soeben beschriebe Vorgehensweise ist äquivalent dazu, neue Knoten immer ans Ende der Liste der Kinder des Elternknotens anzuhängen. Genauso ist es denkbar, eine neue Teilmenge an beliebiger Stelle zwischen den anderen Teilmengen der Elternmenge einzufügen. Dabei müssen dann die Werte links und rechts der auf die neu eingefügte Teilmenge folgenden Kinder ebenfalls erhöht werden.

### Transformieren einer Baumstruktur in verschachtelten Mengen
Eine bereits existierende Baumstruktur kann in verschachtelte Mengen überführt werden, in dem sie der Tiefe nach durchlaufen wird. Dabei werden, beginnend bei 1, die Kanten gezählt. Jedes Mal, wenn ein Knoten betreten wird, wird diesem der Wert des Zählers als links zugeordnet und der Zähler erhöht. Wenn der Knoten verlassen wird, nachdem alle seine Kinder bearbeitet wurden, wird ihm der Wert des Zählers als rechts zugeordnet und der Zähler abermals erhöht.

### Teilbaum entfernen
Um einen vollständigen Teilbaum zu entfernen, werden zunächst die Werte links und rechts der Wurzel des Teilbaumes bestimmt. Danach kann dieser mitsamt seinen Teilmengen gelöscht werden, indem alle Knoten gelöscht werden, deren Werte für  links und rechts innerhalb dieser Werte liegen oder mit ihnen übereinstimmen. Abschließend müssen noch alle links-Werte sowie alle rechts-Werte um die Breite des Teilbaumes verringert werden, die größer als der rechts-Wert des zu entfernenden Knotens sind; die Breite ist hierbei die Differenz zwischen rechts und links dessen Wurzel plus 1.

## Auswertung

### Anzahl aller Knoten eines Teilbaums
Die Hälfte der Breite eines Teilbaums entspricht der Anzahl der Knoten in diesem Teilbaum inklusive der Wurzel. Somit kann die Anzahl der Knoten im gesamten Baum ermittelt werden, indem der Wert rechts minus dem Wert links der Wurzel durch zwei geteilt und (auf-)gerundet wird.

### Pfad zu einem Knoten
Im Gegensatz zum Adjazenzlistenmodell muss beim Nested-Sets-Modell der Pfad zu einem Knoten nicht rekursiv ermittelt werden. Es genügt, alle Teilmengen zu selektieren, deren links-Werte kleiner sind und deren rechts-Werte gleichzeitig größer sind als die des betrachteten Knotens. Werden diese Teilmengen nach ihrem links-Wert sortiert, entspricht ihre Reihenfolge dem Weg von der Wurzel zum betrachteten Knoten.

### Alle Knoten eines Teilbaumes
Alle Knoten unterhalb eines gegebenen Knotens können ermittelt werden, indem alle Teilmengen selektiert werden, deren Werte links und rechts sich innerhalb der Werte links und rechts des bearbeiteten Knotens befinden. Beim Adjanzenzlistenmodell müsste hier ebenfalls rekursiv vorgegangen werden.

### Alle Blätter eines Teilbaumes
Die Abfrage nach einem kompletten Teilbaum kann leicht so modifiziert werden, dass nur Blätter, also Knoten ohne eigene Kinder, selektiert werden. Hierzu wird bei der Selektion als zusätzliches Kriterium rechts = links + 1 verwendet.

### Tiefensuche
Um alle Knoten des Baumes gemäß einer Tiefensuche zu enumerieren, reicht bereits ein einfaches SELECT mit Sortierung aus. Und das in beiden Varianten preorder (Eltern- vor Kind-) sowie postorder (Kind- vor Elternknoten). Ebenso ist die durchlaufene Reihenfolge der Kindknoten aufgrund der symmetrischen Bedeutung von links und rechts durch eine leichte Variation der Sortierbedingung einfach umkehrbar.
```
SELECT
 
*
 
FROM
 
tree
 
ORDER
 
BY
 
r
;
  
/* DFS, postorder */

SELECT
 
*
 
FROM
 
tree
 
ORDER
 
BY
 
l
;
  
/* DFS, preorder */

SELECT
 
*
 
FROM
 
tree
 
ORDER
 
BY
 
l
 
DESC
;
  
/* DFS, reverse postorder (smallest child last) */

SELECT
 
*
 
FROM
 
tree
 
ORDER
 
BY
 
r
 
DESC
;
  
/* DFS, reverse preorder (smallest child last) */

```

Die zusätzliche Bestimmung der Knotentiefe beim Durchlauf ist mit Hilfe eines Self-Joins möglich. Hierbei werden alle Tupel aus zwei Knoten selektiert, bei denen die Werte links und rechts des ersten Knotens zwischen den Werten links und rechts des zweiten Knotens liegen. Dabei kann die Tiefe jedes Knotens ermittelt werden, in dem gezählt wird, wie oft ein Tupel mit diesem Knoten als erstem Knoten auftritt. Das Ergebnis wird nach dem Wert links der enthaltenen Knoten sortiert. Diese Abfrage könnte in SQL beispielsweise so aussehen:
```
 
SELECT
 
(
COUNT
(
parent
.
id
)
-
1
)
 
AS
 
depth
,
 
node
.
id

 
FROM
 
tree
 
AS
 
node
,
 
tree
 
AS
 
parent

 
WHERE
 
node
.
l
 
BETWEEN
 
parent
.
l
 
and
 
parent
.
r

 
GROUP
 
BY
 
node
.
id
 
ORDER
 
BY
 
node
.
l
;

```

Bei großen Nested Sets wäre ein solcher Self-Join nur durch das Anlegen zusätzlicher Indizes auf links und rechts laufzeittechnisch überhaupt realisierbar. 
Daher wird in der Praxis häufig ein gemischtes Modell von Adjazenzlisten und Nested Sets verwendet, zu jedem Knoten also noch zusätzlich der Verweis auf den Elternknoten und die Knotentiefe mit abgelegt. Durch diesen vernachlässigbaren Mehraufwand beim Schreiben erreicht man so effiziente Auswertungsmöglichkeiten für viele vergleichbare Fragestellungen.

## Vor- und Nachteile
- Die Komplexität beim Lesen ist in den meisten Fällen konstant. Beim Adjazenzlistenmodell ist der Aufwand linear abhängig von der Tiefe des bearbeiteten Knotens. Im Tausch ist eine Änderung des Baumes beim Nested-Sets-Modell wesentlich aufwändiger als beim Adjazenzlistenmodell. Somit eignet es sich besser für Strukturen, die nicht häufig modifiziert, aber sehr oft gelesen werden.
- Die Darstellung als Mengen passt besser in die mengenorientierte Welt der Datenbanken. Mit der Abfragesprache SQL kann auf Mengen besser operiert werden als auf hierarchischen Strukturen.
- Das Abfragen der direkten Kinder eines Knotens ist schwierig.
- Die Reihenfolge der Kinder eines Knotens bleibt erhalten.